# Кириния (район)
Кири́ния (греч. Επαρχία Κερύνειας) / Гирне (тур. Girne Bölgesi) — один из шести районов Республики Кипр и один из пяти районов частично признанной Турецкой Республики Северного Кипра, расположенный в северной части Кипра, самый маленький из них по площади. Площадь — 640 км². На севере и западе омывается Средиземным морем, на юге граничит, согласно административно-территориальному делению Республики Кипр, с районом Никосия, а согласно административно-территориальному делению ТРСК — с районами Гюзельюрт и Лефкоша, на востоке: согласно административно-территориальному делению Республики Кипр — с районом Фамагуста, согласно административно-территориальному делению ТРСК — с районом Газимагуса. Административным центром района является Кириния.
Район Кириния является единственным (в соответствии с административным делением Республики Кипр), чья территория с 1974 полностью контролируется частично признанной Турецкой Республикой Северного Кипра, однако существует греческая администрация в изгнании, расположенная в Никосии.
Район Кириния подразделяется на три общины.
Численность населения района составляет 62 158 жителей (2006), в том числе в административном центре — 26 067 чел., большинство из которых составляют турки.
На парламентских выборах в Республике Кипр представлена четырьмя депутатами.